# 天主教大学竞技俱乐部
天主教大学竞技俱乐部（西班牙語：Club Deportivo Universidad Católica）是智利最著名的足球俱乐部之一。球队位于国家首都圣地亚哥，球迷们通常简称球队UC。

## 荣誉

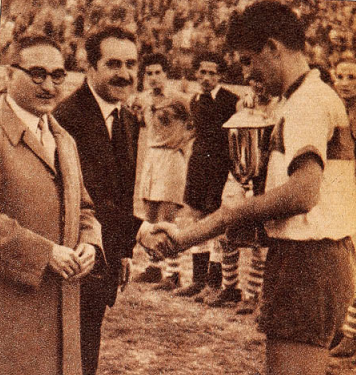
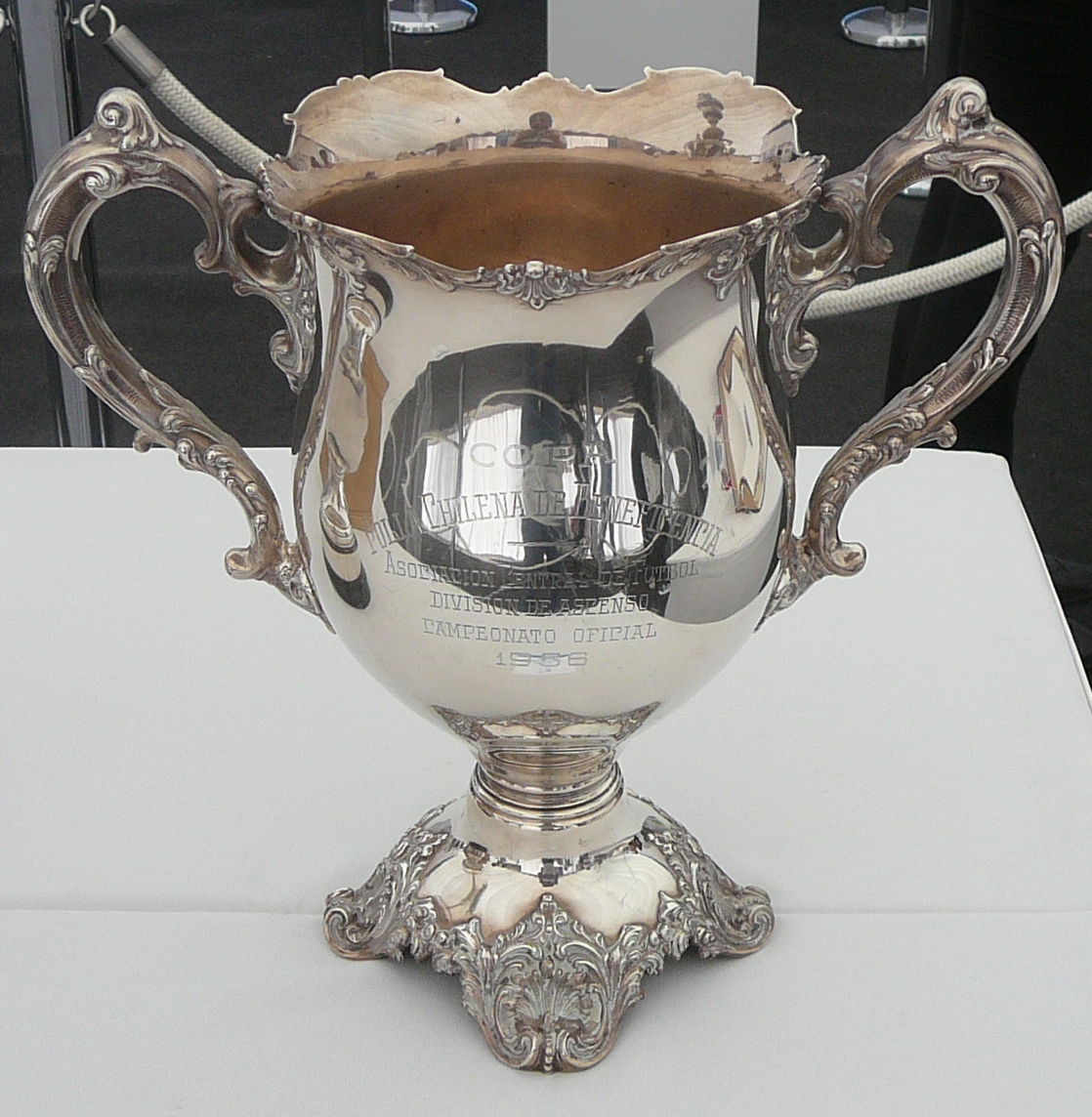
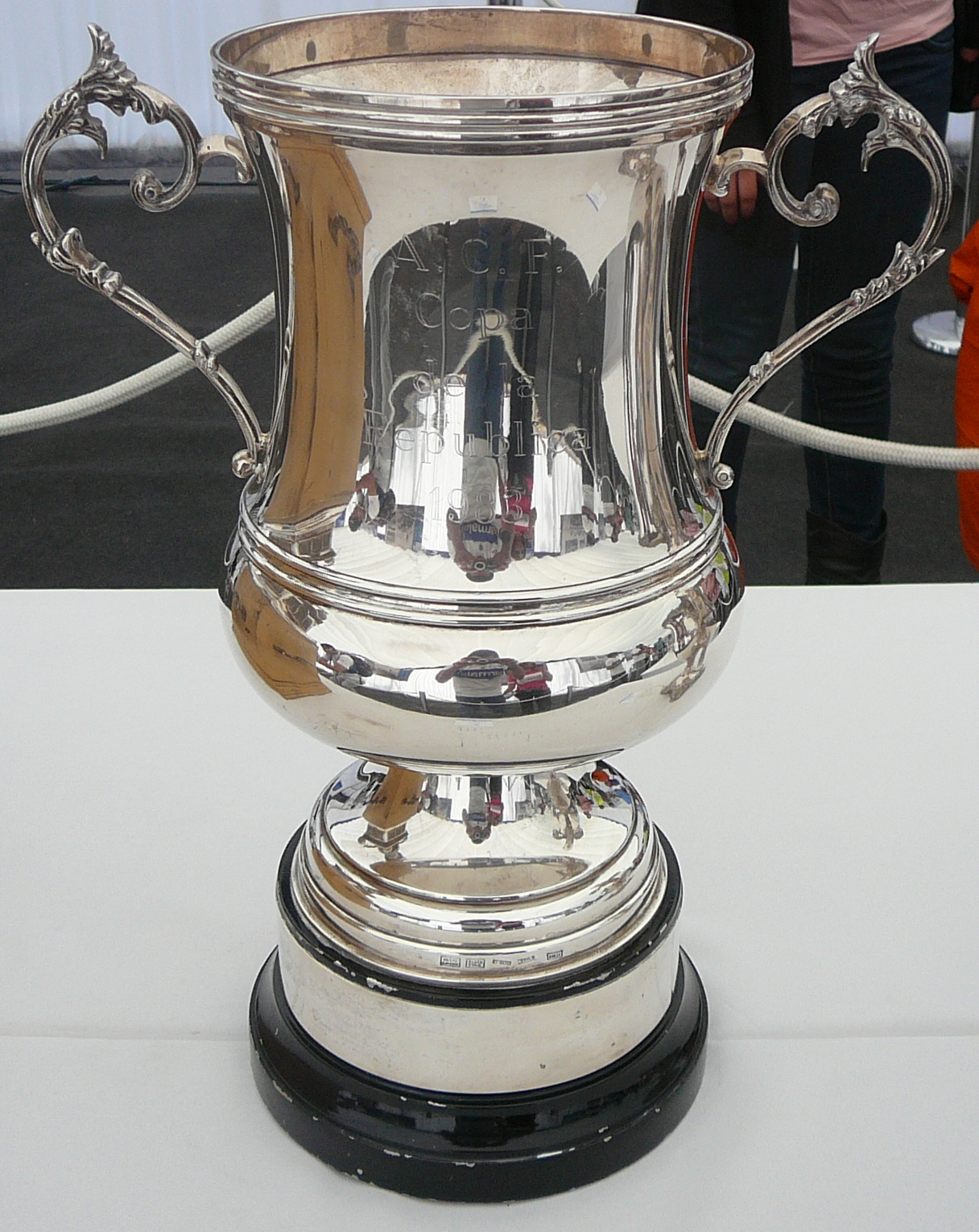
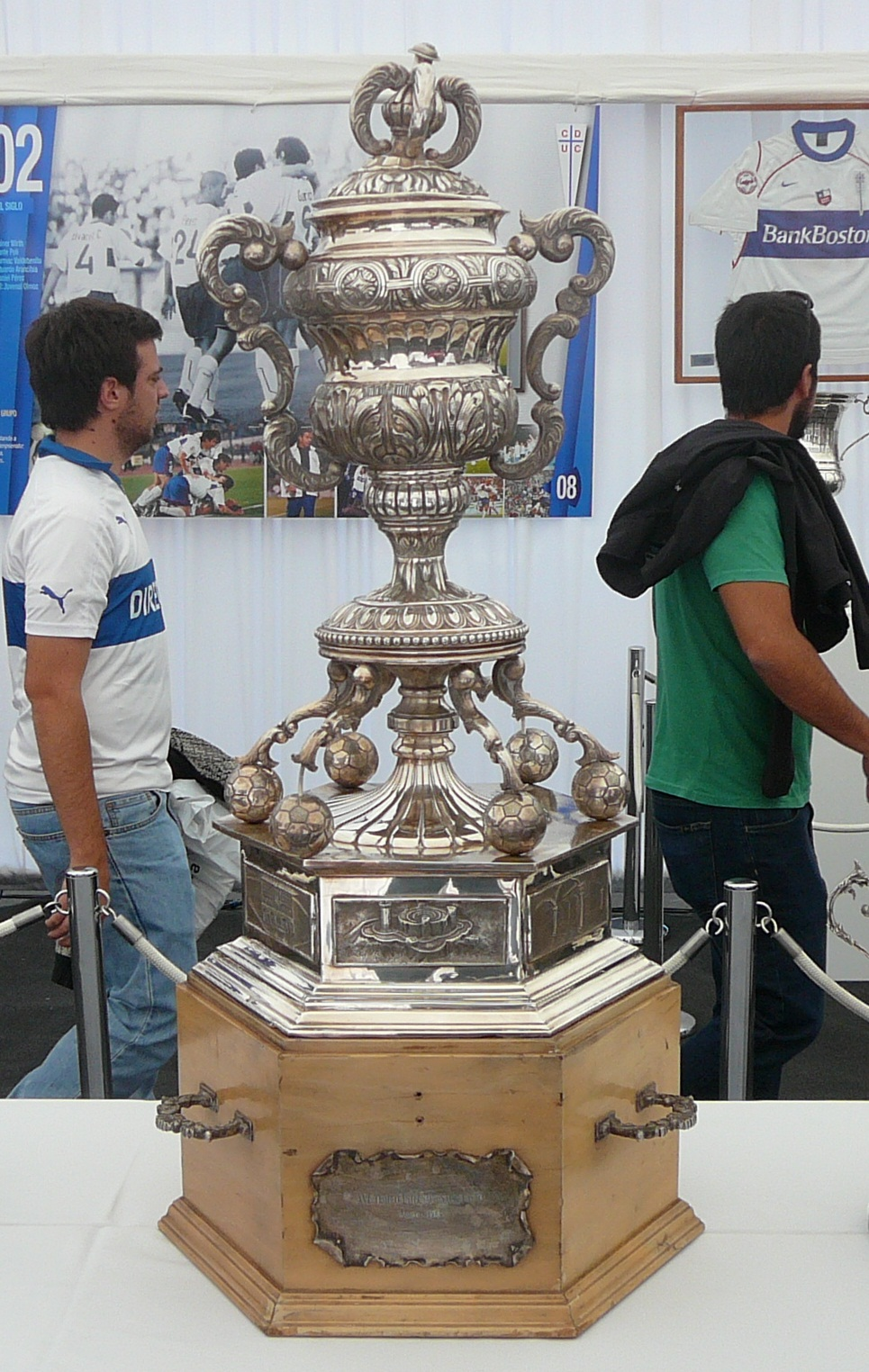
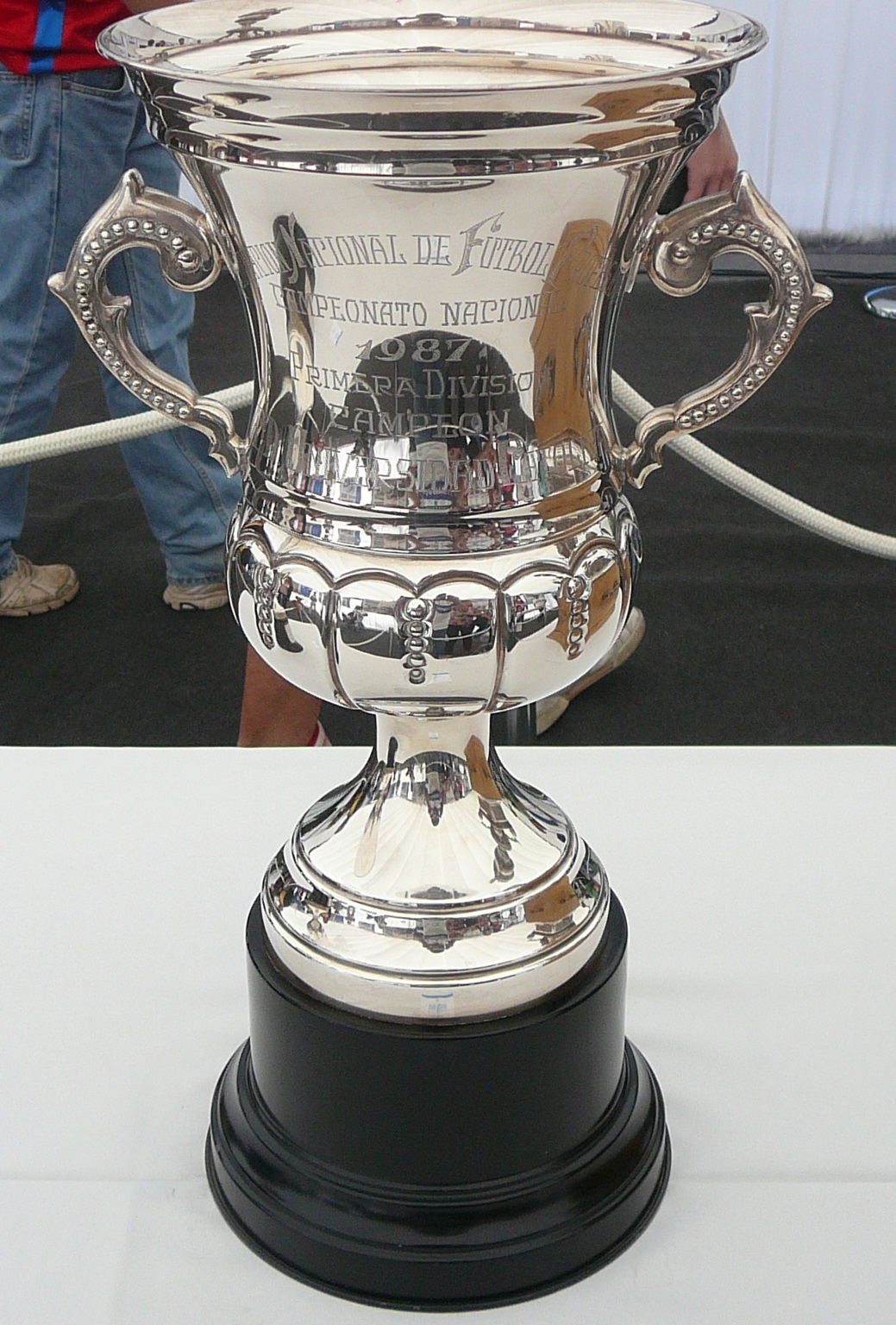
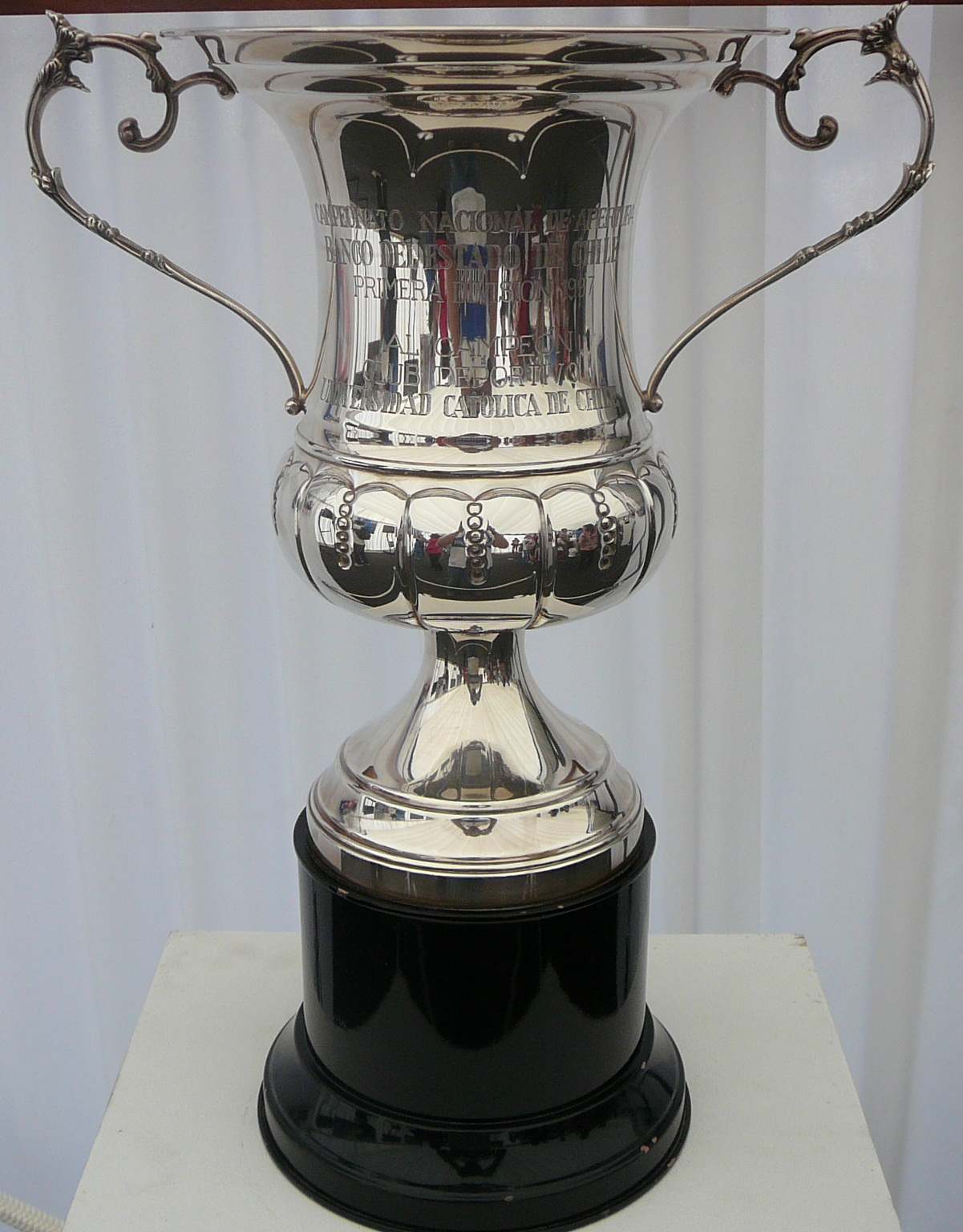
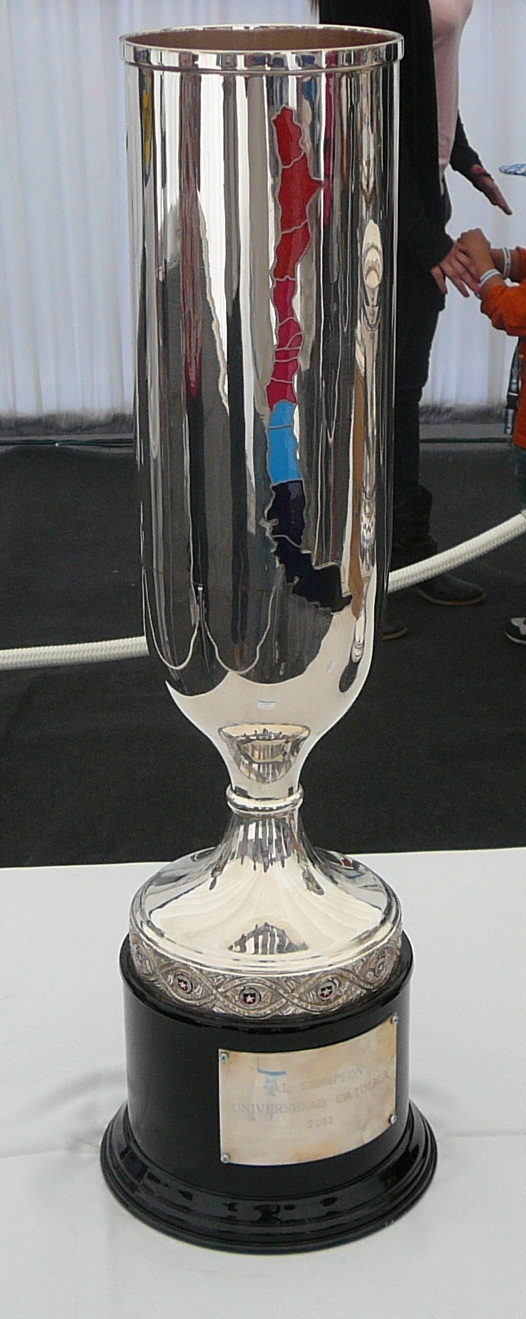
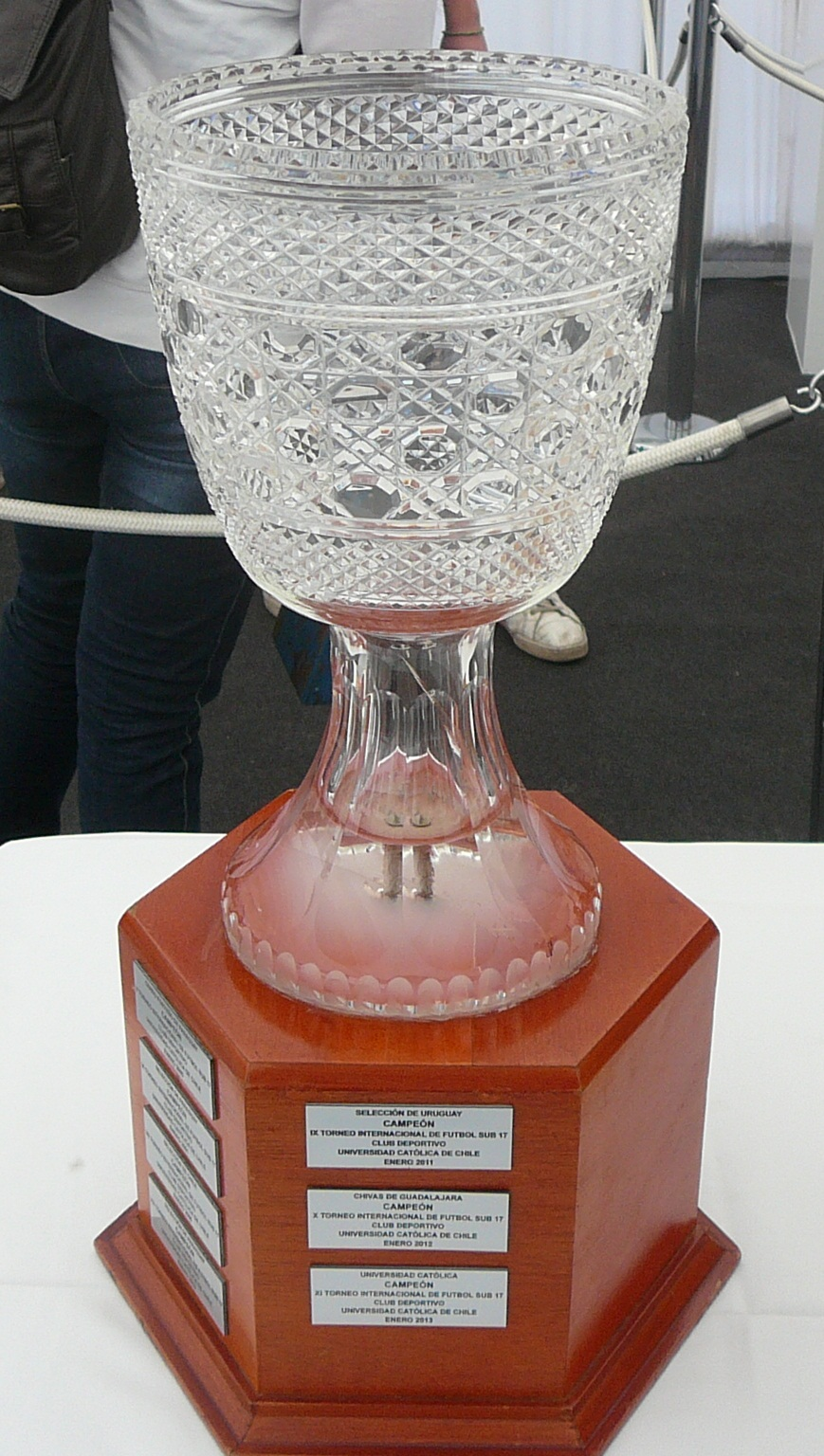
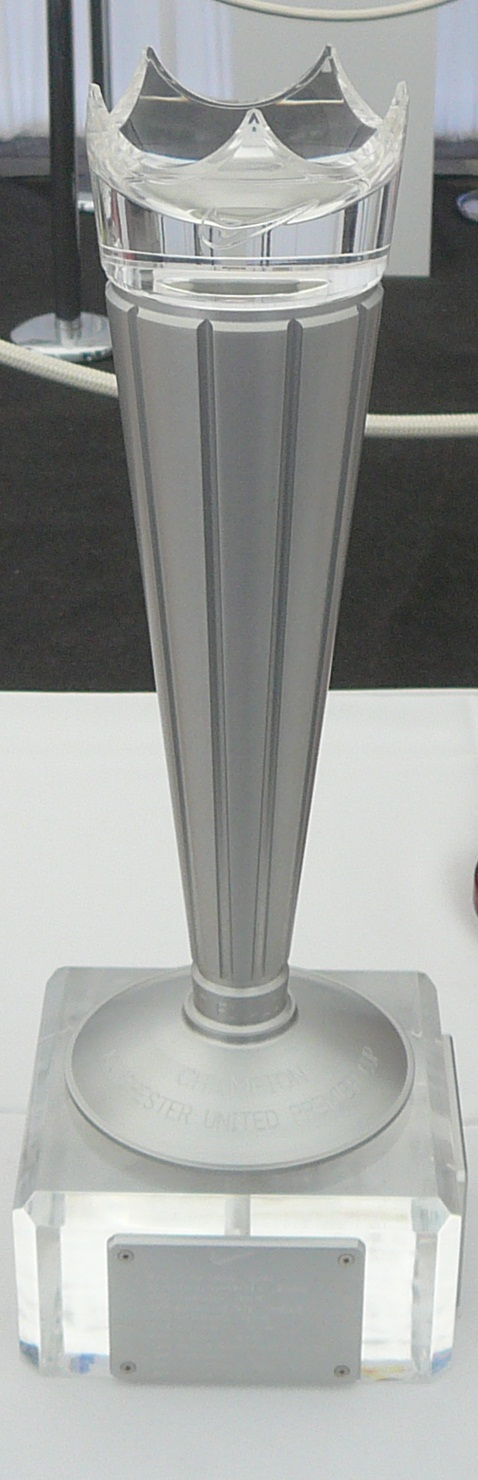

### 国内荣誉
- 智利足球甲级联赛
  - 冠军(12次):1949年,1954年,1961年,1966年,1984年
 1987年,1997年,2002年(春季),2005年(秋季),2010年, 2016年(秋季), 2016年
- 智利足协杯
  - 冠军(4):1983年.1991年,1995年,2011年
- 智利超級盃
  - 冠军(1):2016年
- 智利足球乙级联赛
  - 冠军(2): 1956年,1975年
- Polla Gol杯
  - 冠军(1):1984年
- 共和国杯
  - 冠军(1):1984年

### 国际赛场荣誉
- 南美解放者杯
  - 亚军(1): 1993年
- 美洲洲际杯 (参见备注)
  - 冠军 (1): 1994年

- 备注: 1993年南美解放者杯冠军,，圣保罗拒绝参加洲际杯赛，使得这一年的解放者被亚军天主教大学有了增补出赛的机会。